# Спорт у Миколаєві
Місто Миколаїв має давні спортивні традиції та неодноразово визнавалося найспортивнішим містом України. Миколаївські спортсмени неодноразово ставали переможцями та призерами Олімпійських ігор, чемпіонатів світу, Європи та України.

## Спортивні клуби та команди

### Футбол
- МФК «Миколаїв» — команда відстоює честь міста у Першій лізі Чемпіонату України з футболу.

### Баскетбол
- МБК «Миколаїв»

### Американський футбол
- «Миколаївські Вікінги»

## Видатні спортсмени

### Футбол

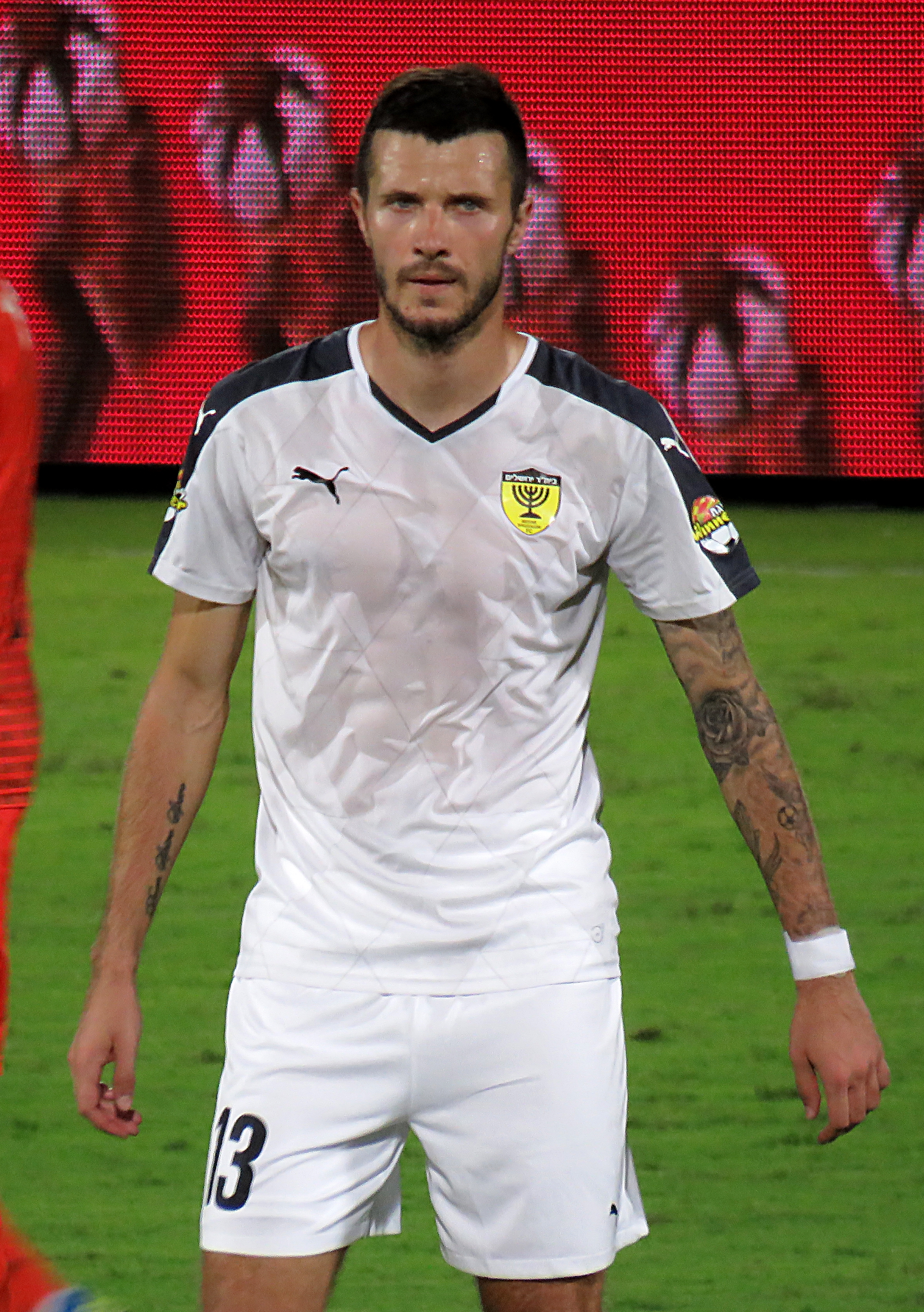
Микита Рукавиця у формі ФК «Бейтар» (Єрусалим)

- Микита Рукавиця — австралійський футболіст українського походження, нападник. Належить німецькому клубу «Майнц 05». Учасник чемпіонату світу 2010. Народився у Миколаєві, займався футболом у ДЮСШ «Торпедо».

### Баскетбол
- Сергій Гладир — український баскетболіст. Гравець французького «Нантера» та збірної України. Чоловік олімпійської чемпіонки з фехтування Олени Хомрової. Грає на позиції атакувального захисника. Вихованець МБК «Миколаїв», в якому грав з 2005 до 2009 року. У сезоні 2008—2009 потрапив у збірну першої половини сезону Суперліги[1]. У 2009 році був вибраний у другому колі драфту НБА під 49 номером клубом «Атланта Гокс». «Атланта» не запропонувала Гладиру контракт і баскетболіст уклав контракт строком на 3 роки з іспанським клубом «Манреса».

### Бокс
- Сергій Дерев'янченко — український професійний боксер, чемпіон України, бронзовий призер чемпіонату світу 2007 року, учасник Олімпійських ігор 2008 (зайняв 9 місце) у середній ваговій категорії.

### Легка атлетика
- Інга Бабакова — українська стрибунка у висоту, багаторазовий призер чемпіонатів України та світу з легкої атлетики, бронзовий призер Олімпійських ігор 1996 в Атланті, рекордсменка України з результатом 205 см, найкраща стрибунка світу у висоту 1995 року, Заслужений майстер спорту України.

- Віта Стьопіна — українська стрибунка у висоту, багаторазовий призер чемпіонатів України та світу з легкої атлетики, бронзовий призер Олімпійських ігор 2004 в Афінах.

### Фехтування
- Ольга Харлан — українська фехтувальниця (шабля), олімпійська чемпіонка 2008 року у командній першості, бронзова призерка Олімпіади 2012 року, чотириразова чемпіонка світу (2009 року в командній першості, 2013 в індивідуальній і командній, 2014 в індивідуальній), семиразова чемпіонка Європи, ЗМСУ з фехтування, найкраща спортсменка року (2008, 2009) та найкраща спортсменка місяця (5 разів[2]) в Україні.

- Олена Хомрова — українська фехтувальниця (шабля), олімпійська чемпіонка 2008 року в командній першості, чемпіонка Європи та чемпіонка світу 2009 року у командній першості, заслужений майстер спорту, депутат Миколаївської обласної ради. Триразова володарка нагороди «Герої спортивного року» (2007, 2008, 2009)[3][4][5].

### Стрибки у воду
- Ілля Кваша — український стрибун у воду, призер Олімпійських ігор 2008, срібний призер чемпіонату світу 2006 року в стрибках із метрового трампліна, багаторазовий призер чемпіонатів Європи 2004—2009 рр. у стрибках із метрового та триметрового трамплінів.

### Стрибки на батуті
- Оксана Цигульова — стрибунка на батуті, срібна призерка Олімпійських ігор 2000 у Сіднеї, дворазова чемпіонка світу (1996, 1999), Заслужений майстер спорту України.

## Спортивні споруди

### Футбольні стадіони

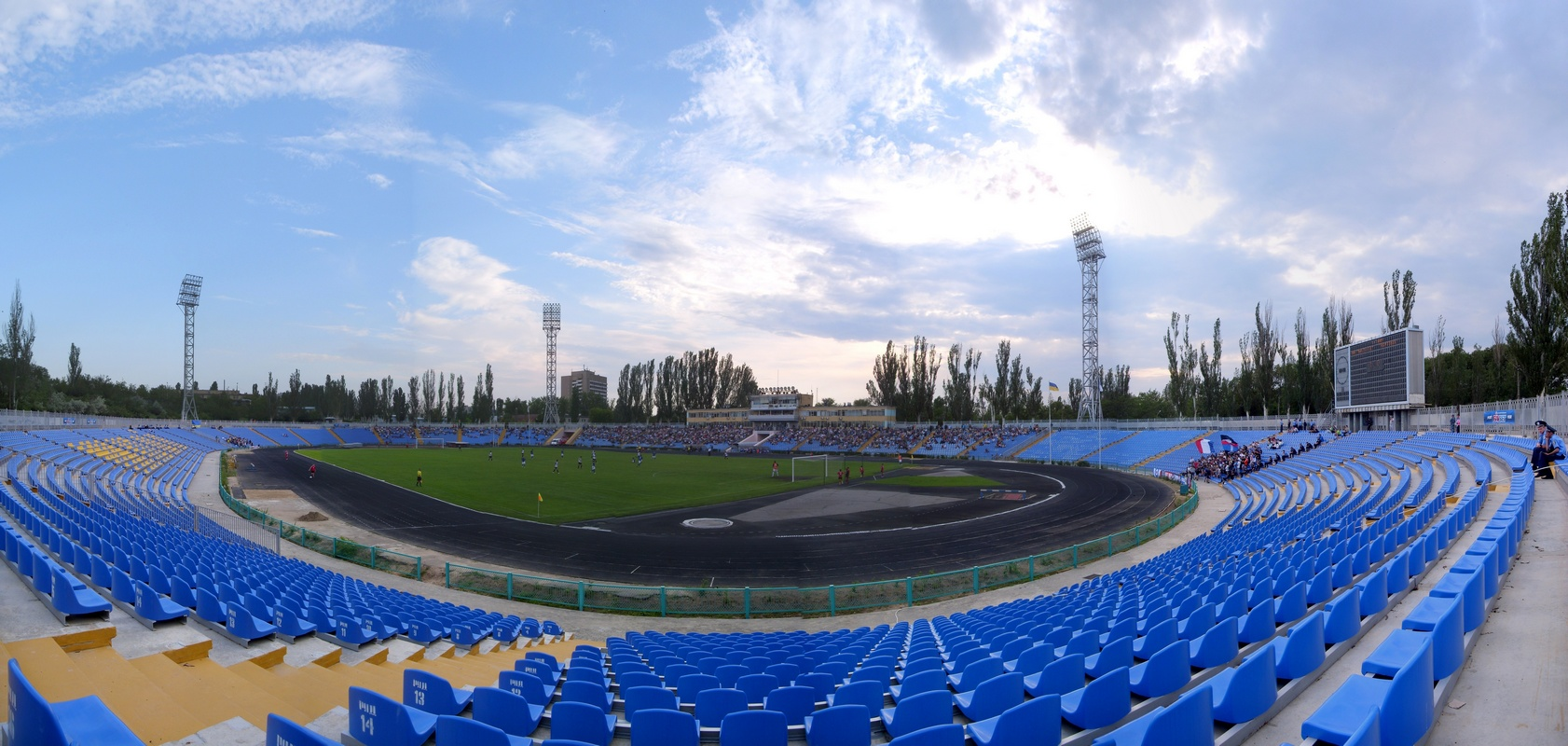
Центральний міський стадіон Миколаєва

- Центральний міський стадіон — найбільша спортивна арена міста. Трибуни головної чаші вміщують близько 16 000 уболівальників. Також є тренувально-ігрове поле зі штучним покриттям.
- СК «Зоря-Машпроект» — спортивний комплекс підприємства «Зоря-Машпроект» має ґрунтове футбольне поле стандартного розміру, та декілька полів зі штучним покриттям.
- Стадіон «Молодіжний» — має два ґрунтових поля: головне та тренувальне. Біля головного поля є трибуни для тисячі уболівальників.
- Стадіон «Темвод» — ґрунтове поле яке не є офіційною спортивною спорудою, розташоване біля покинутого будинку культури.
- Стадіон «Парк Перемоги» — недобудована споруда в «Парку Перемоги», що має футбольне поле та трибуни, що вміщують близько 5 тисяч уболівальників. Станом на січень 2016 року, стадіон не введено в експлуатацію.
- Стадіон «Піонер».

### Басейни
- «Водолій» — комплекс плавальних басейнів, що належить Миколаївському глиноземному заводу, має у своєму складі чотири басейни: спортивну вану розміром 50×21 м, вану водних атракціонів, вану для срибків у воду та дитячу вану.
Адреса: Миколаїв, проспект Жовтневий, 323.
- СК «Зоря-Машпроект» — до складу спортивного комплексу підприємства «Зоря-Машпроект» входить басейн.
Адреса: Миколаїв, вул. Васляєва, 1.
- «Гарт» («Трудові резерви»).
Адреса: Миколаїв, проспект Героїв Сталінграду, 4.

## Засоби масової інформації
У Миколаєві видається кілька спеціалізованих спортивних ЗМІ. Найстарішим з таких видань є газета «Миколаївські Новини — Спорт [Архівовано 3 лютого 2016 у Wayback Machine.]» що виходить російською мовою, у друкованому та електронному вигляді. Також, станом на початок 2016 року, існують два спортивних інтернет видання: Миколаївський футбол [Архівовано 9 січня 2016 у Wayback Machine.] та Zebra Sport.

## Навчальні заклади
- Миколаївське вище училище фізичної культури (МВУФК) — вищий навчальний заклад І рівня акредитації комунальної форми власності. Здійснює навчання професійних спортсменів та тренерів з багатьох видів спорту. У своєму складі має спортивний ліцей для учнів 8-11 класів, який надає повну загальну середню освіту.
- Факультет фізичної культури та спорту Миколаївського національного університету імені В. О. Сухомлинського.
- Миколаївська обласна школа вищої спортивної майстерності — здійснює подальшу підготовку спортсменів, які закінчили спортивні школи і досягають високих результатів у спорті вищих досягнень.